# Agapetes smithiana
Agapetes smithiana är en ljungväxtart som beskrevs av Herman Otto Sleumer. Agapetes smithiana ingår i släktet Agapetes och familjen ljungväxter. Inga underarter finns listade i Catalogue of Life.